# Soria Zeroual
Soria Zeroual, née le 14 mai 1970 à Batna, est une actrice non-professionnelle franco-algérienne.

## Biographie
Née à Batna en Algérie dans une famille de dix frères et sœurs, Soria Zeroual arrête ses études à l’âge de 15 ans. Elle arrive en France, à Givors, en 2002, sans parler le français. Mère de trois garçons, elle devient femme de ménage pour subvenir aux besoins de sa famille. En 2015, elle joue le rôle-titre du film Fatima de Philippe Faucon. Le réalisateur cherchait une actrice non professionnelle pour interpréter cette mère de famille maghrébine parlant mal le français. Après avoir été incitée par son frère à se présenter au casting, Soria Zeroual obtient le rôle, qui lui vaut une nomination au César de la meilleure actrice. Fatima obtient par ailleurs le César du meilleur film.

## Filmographie
- 2015 : Fatima de Philippe Faucon : Fatima
- 2018 : Amin de Philippe Faucon : Cliente de l'agence de transfert de fonds